# جون إم. هينز
جون إم. هينز هو سياسي أمريكي، ولد في 1863 في مقاطعة جاسبر في الولايات المتحدة، وتوفي في 4 يونيو 1917 في بويسي في الولايات المتحدة. نشط حزبياً في الحزب الجمهوري. وقد انتخب Governor of Idaho ‏ (6 يناير 1913 – 4 يناير 1915).